# Aenictus vaucheri
Aenictus vaucheri är en myrart som beskrevs av Carlo Emery 1915. Aenictus vaucheri ingår i släktet Aenictus och familjen myror. Inga underarter finns listade i Catalogue of Life.